# La Bataille de Westerplatte
Pour plus de détails, voir Fiche technique et Distribution.
La Bataille de Westerplatte (ou 1939 : les héros de Westerplatte) est un film polonais réalisé par Paweł Chochlew sorti en 2013. Le film relate les évènements de la bataille de Westerplatte, qui s'est déroulée sur la péninsule de Westerplatte, entre le 1er et le 7 septembre 1939, au début de la campagne de Pologne de la Seconde Guerre mondiale.

## Fiche technique
- Titre original : Tajemnica Westerplatte
- Titre : La Bataille de Westerplatte ou 1939 : les héros de Westerplatte
- Réalisation : Paweł Chochlew
- Scénario : Paweł Chochlew
- Direction artistique : Allan Starski et Marian Zawalinski
- Décors : Virginija Stakeniene
- Costumes : Andrzej Szenajch (pl)
- Photographie : Algimantas Mikutėnas (lt) et Waldemar Szmidt
- Musique : Jan A. P. Kaczmarek
- Pays d'origine :  Pologne et  Lituanie
- Langue : polonais
- Format : couleurs - 1.78 : 1
- Genres : Film historique, Film de guerre, Drame
- Durée : 120 minutes
- Dates de sortie[1] :
  -  Pologne : 15 février 2013
  -  États-Unis et  Canada : 27 août 2013 (en DVD)
  -  Allemagne : 17 mars 2014 (en DVD et Blu-Ray)
  -  France : 1er octobre 2014 (en DVD)

## Distribution
- Michał Żebrowski : le major Henryk Sucharski
- Jan Englert : le colonel Wincenty Sobociński (pl)
- Piotr Adamczyk : le capitaine médecin Mieczysław Słaby (pl)
- Borys Szyc : le lieutenant Stefan Grodecki (pl)
- Andrzej Grabowski : Adolf Petzelt (pl)
- Mirosław Baka : Eugeniusz Grabowski
- Robert Żołędziewski (pl) : le capitaine Franciszek Dąbrowski
- Przemysław Cypryański (pl) : le lieutenant Zdzisław Kręgielski (pl)
- Bartosz Obuchowicz (pl) : le lieutenant Leon Pająk (pl)
- Mirosław Zbrojewicz (pl) : Jan Gryczman (pl)
- Tomasz Sobczak (pl) : le sergent Władysław Deik (pl)
- Marcin Janos Krawczyk (pl) : Piotr Buder (pl)
- Jakub Wesołowski (pl) : Bernard Rygielski (pl)
- Romuald Kłos (pl) : Karol Szwedowski (pl)
- Kazimierz Mazur (pl) : Edmund Szamlewski (pl)
- Sławomir Zapała (pl) : Antoni Ozorowski
- Tomasz Borkowski (pl) : Leonard Piotrowski
- Jakub Kamieński (pl) : Józef Kita
- Robert Wabich (pl) : ?
- Jerzy Jan Połoński (pl) : ?
- Andrzej Młynarczyk (pl) : ?
- Piotr Nowak (pl) : ?

## Production

### Tournage
Le film a été tourné en Lituanie.